# Lac Doda
Der Lac Doda ist ein See in der regionalen Grafschaftsgemeinde Jamésie im Südwesten der kanadischen Provinz Québec.

## Lage
Der 76 km² große See liegt 40 km südwestlich von Chapais. Er wird vom Fluss Rivière Opawica, einem Nebenfluss des Rivière Waswanipi, in westlicher Richtung durchflossen.
Das Wasser des südwestlich gelegenen Lac Father, der in früheren Zeiten als Teil des Lac Doda angesehen wurde, fließt dem Lac Doda zu.
Ein weiterer Zufluss des Lac Doda ist der aus Südosten kommende Rivière de l’Aigle.